# Flamstrupig skogssångare
Flamstrupig skogssångare (Oreothlypis gutturalis) är en fågel i familjen skogssångare inom ordningen tättingar.

## Utseende
Flamstrupig skogssångare är en mycket vacker skgossångare med lysande orangefärgad strupe och tunn och spetsig näbb. I övrigt är fjäderdräkten grå, med svart på ryggen. Könen är lika, ungfågeln mer färglös.

## Utbredning och systematik
Fågeln förekommer i fuktiga bergsskogar i Costa Rica och västra Panama. Den behandlas som monotypisk, det vill säga att den inte delas in i några underarter.

### Släktestillhörighet
Tidigare placerades den i släktet Parula men DNA-studier visar att de fyra arterna i släktet inte står varandra närmast. Flamstrupig och månbröstad skogssångare har därför lyfts ut till ett eget släkte, Oreothlypis. De kvarvarande arterna i Parula, messkogssångare och tropikskogssångare, inkluderas numera i Setophaga.

## Levnadssätt
Flamstrupig skogssångare hittas i bergsskogar och skogsbryn med inslag av ek. Där ses den i par i trädtaket, ofta som en del av kringvandrande artblandade flockar. Födan består av trädlevande insekter och leddjur.

## Status
Flamstrupig skogssångare har ett begränsat utbredningsområde, men beståndet anses vara stabilt. IUCN kategoriserar arten som livskraftig. Beståndet uppskattas till i storleksordningen 20 000 till 50 000 vuxna individer.